# Società Sportiva Verbania 1971-1972
Questa voce raccoglie le informazioni riguardanti la Società Sportiva Verbania nelle competizioni ufficiali della stagione 1971-1972.

## Rosa
| N. |                   | Ruolo | Calciatore         |
| -- | ----------------- | ----- | ------------------ |
|    | Italia (bandiera) | A     | Raffaele Albertini |
|    | Italia (bandiera) | D     | Attilio Andreoli   |
|    | Italia (bandiera) | C     | Osvaldo Bagnoli    |
|    | Italia (bandiera) | P     | Vittorio Barovero  |
|    | Italia (bandiera) | D     | Enrico Bernocchi   |
|    | Italia (bandiera) | D     | Claudio Bonetti    |
|    | Italia (bandiera) | C     | Cesare Butti       |
|    | Italia (bandiera) | A     | Egidio Calloni     |
|    | Italia (bandiera) | D     | Fabio Crugnola     |
|    | Italia (bandiera) | P     | Achille Fellini    |

| N. |                   | Ruolo | Calciatore         |
| -- | ----------------- | ----- | ------------------ |
|    | Italia (bandiera) | A     | Nicola Fusaro      |
|    | Italia (bandiera) | D     | Rinaldo Galimberti |
|    | Italia (bandiera) |       | Ganzerla           |
|    | Italia (bandiera) | A     | Pier Luigi Gini    |
|    | Italia (bandiera) | C     | Mario Guidetti     |
|    | Italia (bandiera) | D     | Fausto Lazzarini   |
|    | Italia (bandiera) | C     | Angelo Marforio    |
|    | Italia (bandiera) | D     | Antonio Perego     |
|    | Italia (bandiera) | D     | Roberto Salvadori  |